# Winston Churchill
Sir Winston Leonard Spencer Churchill (n. 30 noiembrie 1874, Blenheim⁠(d), Anglia, Regatul Unit al Marii Britanii și Irlandei – d. 24 ianuarie 1965, Greater London, Anglia, Regatul Unit) a fost un om politic britanic, prim-ministru al Regatului Unit în Al Doilea Război Mondial. Deseori apreciat ca fiind unul din cei mai mari lideri de război ai secolului, a servit ca prim-ministru în două mandate: 1940-1945 și 1951-1955. A fost ofițer în Armata Britanică, istoric, scriitor și artist. Este singurul prim-ministru britanic laureat al Premiului Nobel pentru Literatură (în 1953) și a fost prima persoană care a primit titlul onorific de Cetățean de Onoare al Statelor Unite. Motivarea Comitetului Nobel: „pentru măiestria sa în descrierea istorică și biografică, precum și pentru oratorie strălucită în apărarea valorilor umane exaltate”.
Churchill s-a născut în familia aristocrată a Ducilor de Marlborough. Tatăl său, Lord Randolph Churchill, a fost un politician carismatic care a îndeplinit funcția de ministru de finanțe și Secretar pentru India. Mama sa, Jenny Jerome, a fost o americancă care avea o poziție socială importantă, având relații cu Prințul Eduard de Wales.
Ca tânăr ofițer de armată, Winston Churchill a participat la bătălii din India Britanică, Sudan și la Al Doilea Război al Burilor. A fost corespondent de război și a scris cărți despre acestea.
Fiind în prim planul politicii britanice pentru cincizeci de ani, a deținut mai multe funcții politice și ministeriale. Înainte de Primul Război Mondial, a îndeplinit funcțiile de Președinte al Comisiei de Comerț, Ministru al Afacerilor interne și Prim Lord al Amiralității în cabinetul liberal al lui Asquith. A continuat în poziția de Prim Lord al Amiralității până la Campania Gallipoli. A luptat puțin pe Frontul de vest, la comanda celui de-al 6-lea batalion al Infanteriei. S-a întors în guvern ca Ministru al Munițiilor, secretar de stat pentru război și secretar de stat al aviației. După război, Churchill a fost din nou numit ministru de finanțe între anii 1924–1929 în guvernul conservator al lui Baldwin, luând în anul 1925 decizia ca lira sterlină să redevină convertibilă în aur, la fel cum era după război, care a pus o presiune deflaționistă pe economia Marii Britanii.
În anii '30, Churchill a avertizat parlamentul de pericolul reprezentat de Germania Nazistă și campania sa de reînarmare. La izbucnirea celui de-Al Doilea Război Mondial, a fost numit din nou Prim Lord al Amiralității. După demisia lui Neville Chamberlain la data de 10 mai 1940, Churchill a devenit prim-ministru. Refuzul constant de a accepta înfrângerea, predarea, sau un compromis pentru pace a ajutat Marea Britanie în prima parte a războiului când Marea Britanie era singura țară activ implicată împotriva lui Hitler. Churchill este cunoscut pentru discursurile și emisiunile radiofonice despre război. A condus Marea Britanie ca prim-ministru până la asigurarea victoriei împotriva Germaniei Naziste.
După ce Partidul Conservator a pierdut alegerile din 1945, a devenit Lider al opoziției. În 1951, a devenit din nou prim-ministru, până în 1955. După moartea sa, Regina Elizabeta a II-a i-a acordat onoarea unei „înmormântări de stat”, fastuoase, la care s-au adunat cei mai mulți oameni politici din istorie. Numit Cel mai mare britanic din toate timpurile într-un sondaj din 2002, Churchill este considerat una dintre cei mai influente personalități din istoria Marii Britanii.

## Tinerețea și familia

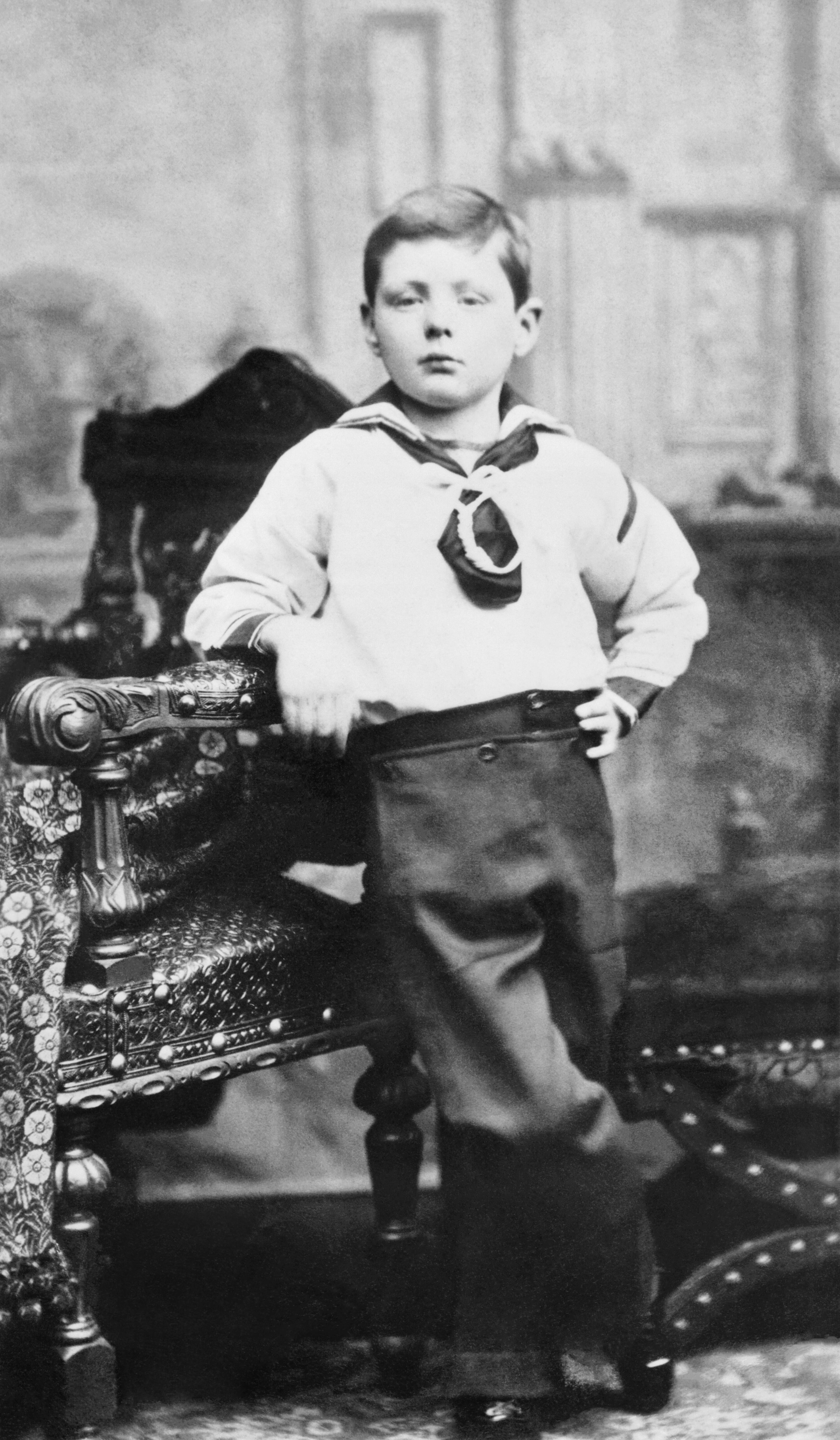
Churchill, în 1881, la vârsta de șapte ani

S-a născut pe data de 30 noiembrie 1874 într-un dormitor din Blenheim Palace, Woodstock, Oxfordshire. A făcut parte din familia aristocrată a Ducilor de Marlborough, o ramură a familiei nobiliare Spencer. Winston Leonard Spencer-Churchill, folosea, ca și tatăl său, numele „Churchill” în viața publică. Strămoșii săi, George Spencer și-a schimbat numele în Spencer-Churchill în 1817 când a devenit Duce de Marlborough, pentru a-l scoate în evidență pe întemeietorul ei, John Churchill, Primul duce de Marlborough. Tatăl lui Winston, Lord Randolph Churchill, al treilea fiu al lui John Spencer-Churchill, al 7-lea Duce de Marlborough, a fost un politician, iar mama sa, Lady Randolph Churchill (născută Jennie Jerome), a fost fiica milionarului american Leonard Jerome.
De la vârsta de doi ani până la șase ani a trăit în Dublin, unde bunicul său a fost guvernator și l-a angajat pe tatăl lui Churchill ca secretar. Fratele lui Churchill, John Strange Spencer-Churchill, s-a născut în această perioadă în Irlanda. Probabil că tânărul Winston și-a dezvoltat pasiunea pentru armată urmărind multele parade aprobate de Oficiul Vice Regal (acum Áras an Uachtaráin, reședința oficială a Președintelui Irlandei.
Prima întâlnire cu educația a avut-o la Dublin, unde o educatoare a încercat să-l învețe să citească, să scrie și să socotească (prima sa carte se numea „Citind fără lacrimi”). Văzându-și rar părinții, Churchill a devenit foarte apropiat de dădaca sa, 'Doamna' Elizabeth Anne Everest, pe care o striga 'Old Woom'. I-a fost sfătuitoare, asistentă și înlocuitoare de mamă. Au petrecut multe ore jucându-se în Parcul Phoenix.

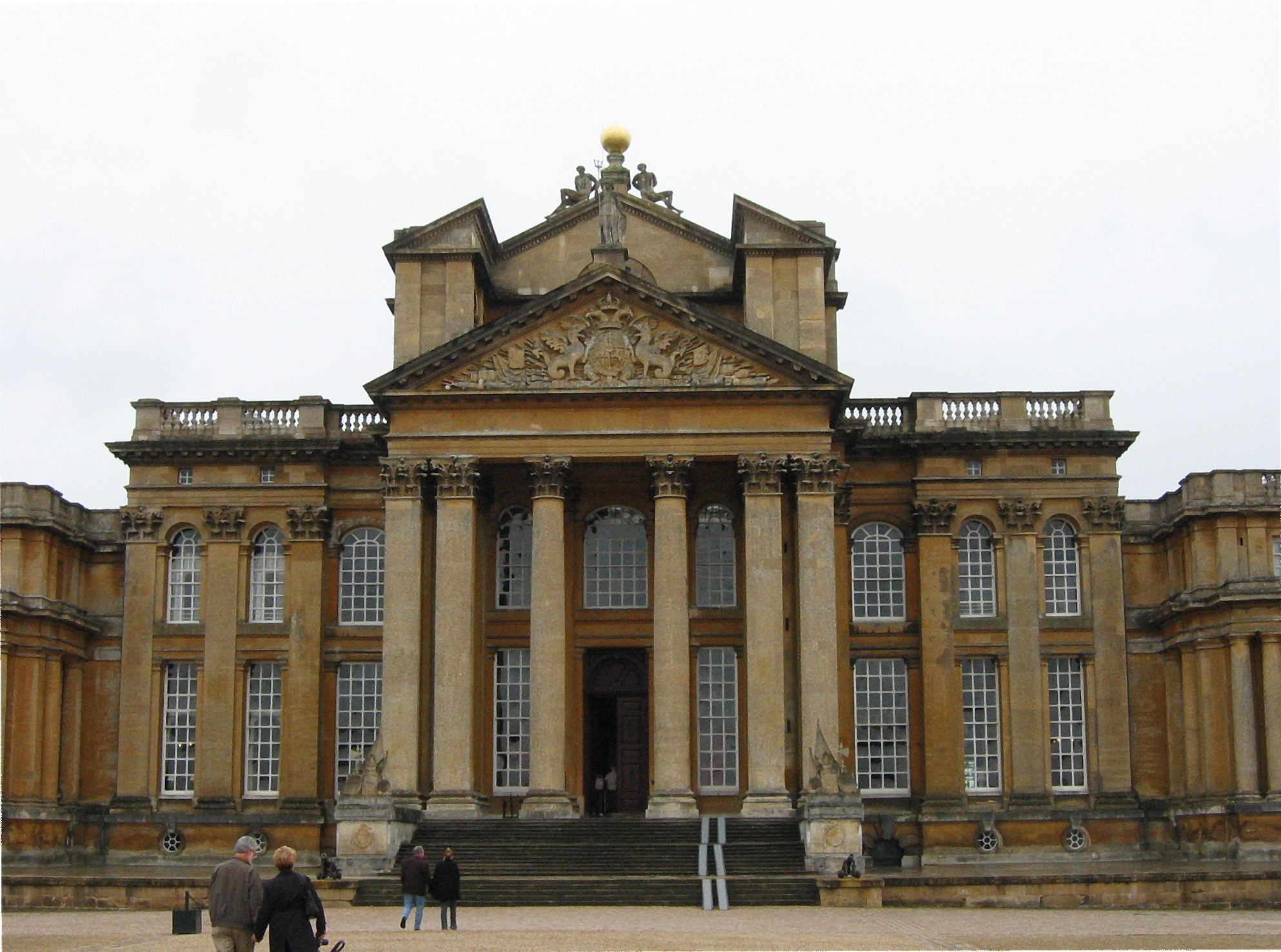
Palatul Blenheim, locul unde a copilărit Churchill

Independent și rebel din fire, Churchill nu se descurca prea bine la școală, motiv pentru care era pedepsit. A fost educat la trei școli independente: St. George's School, Ascot, Berkshire; Școala Brunswick School din Hove, aproape de Brighton (școala a fost redenumită de atunci în Stoke Brunswick School și mutată în Ashurst Wood în West Sussex); și la Harrow School începând cu 17 aprilie 1888. După câteva săptămâni de la înscrierea la Harrow, Churchill s-a alăturat Corpului armat Harrow. Avea note mari la engleză și istorie, și era campionul școlii la scrimă.
Era rar vizitat de mama sa, căreia îi trimitea scrisori rugând-i ori să vină ea la școală ori să-l lase să vină acasă. Era distant față de tatăl său; odată a remarcat că rar au vorbit unul cu celălalt.  Tatăl său a murit la data de 24 ianuarie 1895, la vârsta de 45 de ani, lăsându-i lui Churchill convingerea că va muri la fel de tânăr și va trebui repede să-și pună amprenta asupra lumii.

### Impedimentul în vorbire
Mulți autori din anii '20 și '30, înainte ca înregistrarea audio să devină o obișnuință, menționau că Churchill se bâlbâia
des, fiind și sâsâit. Churchill descriindu-se el însuși ca având un „impediment în vorbire” pe care încerca să-l depășească. Purta o proteză special proiectată pentru a-l ajuta să-și depășească impedimentul (pietricelele lui Demosthenes). După mulți ani de discursuri publice pregătite cu grijă nu doar pentru a inspira, dar și pentru a evita ezitările, a declarat în final că „Impedimentul meu nu mai reprezintă un obstacol”.
Totuși, Centrul Churchill neagă categoric faptul că Churchill ar fi fost un bâlbâit, confirmând că ar fi avut dificultăți în pronunțarea literei S. ca și tatăl său.

### Căsnicia și copiii

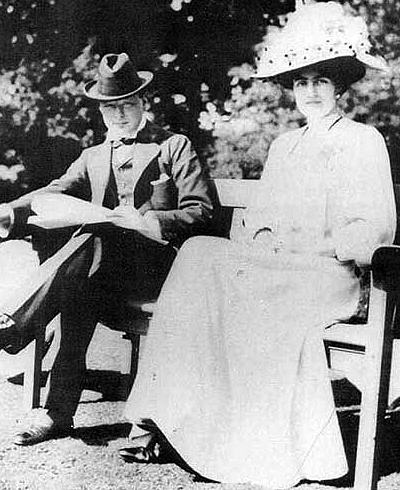
Tânărul Winston Churchill și logodnica sa Clementine Hozier cu puțin timp înainte de căsătoria lor în 1908

Churchill și-a întâlnit viitoarea sa soție, Clementine Hozier, în 1904, la un bal la Crewe House, casa Earl de Crewe și a soției lui Crewe, Margaret Primrose (fiica lui Archibald Primrose, al 5-lea Earl de Rosebery și Hannah Rothschild). În 1908, s-au întâlnit din nou la o petrecere dată de Lady St Helier. Churchill a fost așezat lângă Clementine, și curând au început să se îndrăgostească. A cerut-o în căsătorie pe Clementine în timpul unei petreceri la Palatul Blenheim pe 10 august 1908, în micul Templu al Dianei.
Pe 12 septembrie 1908, s-au căsătorit în St. Margaret's, Westminster. Cel care a condus ceremonia a fost Episcopul de St Asaph. Cuplul și-a petrecut luna de miere la Casa Highgrove din Eastcote. În martie 1909, cuplul s-a mutat într-o casă din 33 Eccleston Square.
Primul lor copil, Diana, s-a născut în Londra pe data de 11 iulie 1909. După naștere, Clementine s-a mutat în Sussex pentru a se recupera, în timp ce Diana a stat în Londa cu dădaca sa. Pe 28 mai 1911, al doilea lor copil, Randolph, s-a născut în casa din 33 Eccleston Square.
Al treilea copil, Sarah, s-a născut pe 7 octombrie 1914 la Admiralty House. Clementine era îngrijorată în această perioadă deoarece Winston a fost trimis în Antwerp de guvern pentru a „întări rezistența unui oraș asediat”, după știrile care spuneau că belgienii intenționau să predea orașul.
Al patrulea copil, Marigold Frances Churchill, s-a născut pe 15 noiembrie 1918, la patru zile după sfârșitul Primului Război Mondial. În luna august a anului 1921, copii lui Churchill au fost dați în grija unei bone din Kent pe nume Mlle Rose. Între timp, Clementine călătorea prin Eaton Hall pentru a juca tenis cu Hugh Grosvenor, al Doilea Duce de Westminster și familia sa. Aici Marigold contactează o răceală, care s-a părut că a trecut. Nu a fost așa, răceala ducând la septicemie, care i-a fost fatală, aceasta murind pe data de 23 august 1921 și a fost înmormântată la Cimitirul Kensal Green trei zile mai târziu.
Pe 15 septembrie 1922 s-a născut ultimul copil al lui Churchill, Mary. În aceeași lună, familia Churchill a cumpărat Chartwell, în care Winston a locuit până la moartea sa în 1965.

## Serviciul militar

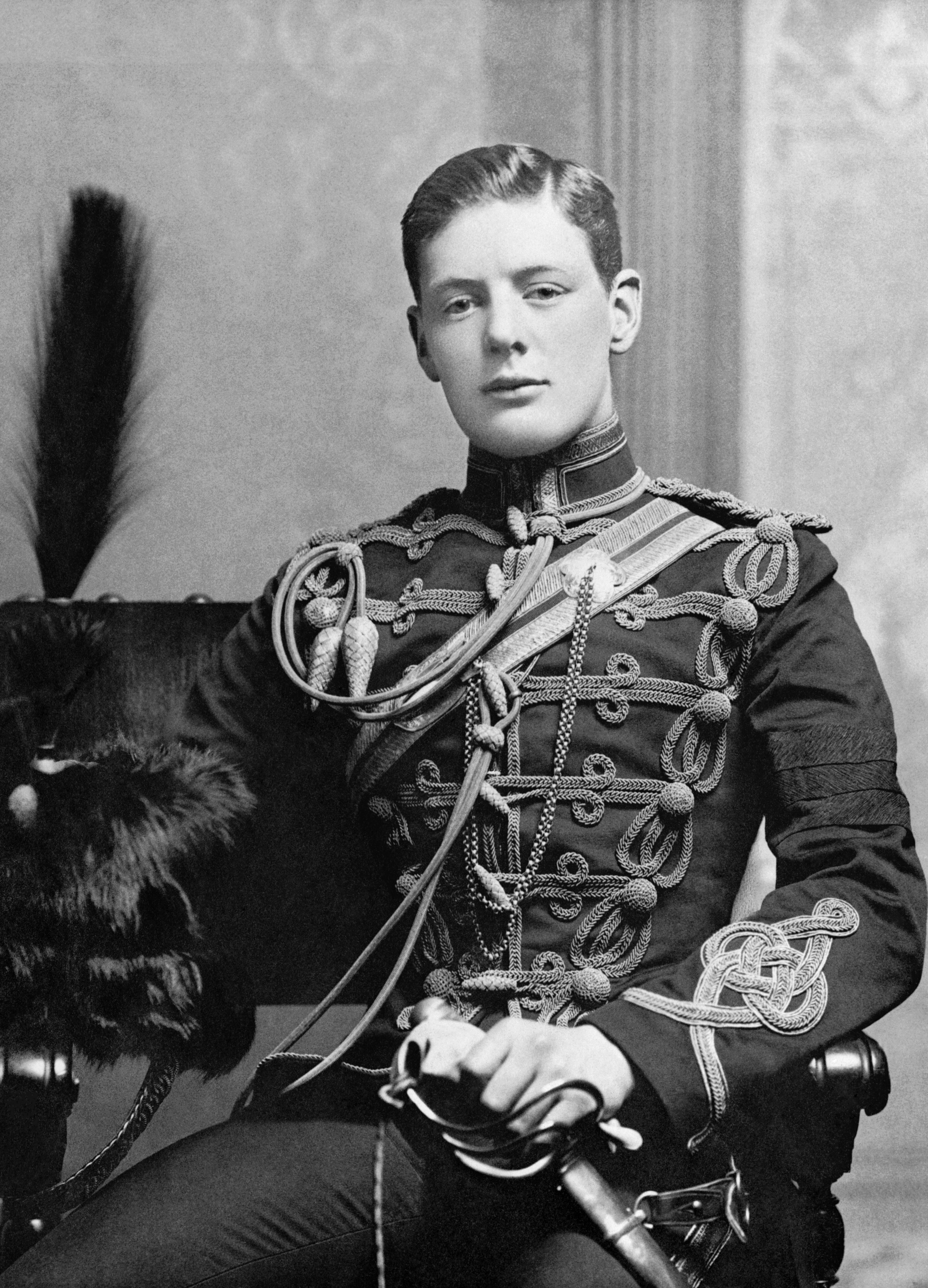
Churchill în uniformă militară (1895)

După ce a plecat din Harrow în 1893, Churchill a dat la Colegiul Militar Regal din Sandhurst. A fost nevoit să dea examenul de admitere de trei ori până a intrat. A vrut să intre la secția de cavalerie în locul celei de infanterie pentru că cererile postului erau mai mici și nu i s-ar fi cerut să învețe matematică, obiect care nu îi plăcea. A absolvit cu a opta medie dintr-o clasă de 150 în decembrie 1894, și deși s-ar fi putut transfera într-un regiment de infanterie așa cum și-ar fi dorit tatăl său, alege să rămână în cavalerie și a primit la data de 20 februarie 1895 gradul de Cornet, locotenent cu cel mai mic grad în al Patrulea regiment de cavalerie a Reginei. În 1941, a fost numit colonelul acestui regiment.
Salariul lui Churchill ca locotenent era de 300 de lire, salariu de care nu era mulțumit, fiindcă considera că are nevoie de cel puțin 500 de lire (echivalentul a 25.000 £ în condițiile economiei din 2001) pentru a trăi decent, la fel ca ceilalți ofițeri din regiment. Mama sa îi acorda o alocație de 400 de lire pe an, dar deseori cheltuia mai mult. Conform biografului Roy Jenkins, aceste este unul din motivele pentru care s-a ocupat cu corespondență în timpul războiului. Nu a intenționat să urmeze o carieră militară obișnuită, cea a promovărilor acordate gradat, încercând în schimb să se implice în toate acțiunile militare care se iveau și s-a folosit de influența mamei și a familiei în societatea aristocrată pentru a putea lupta în campaniile în desfășurare. Scrierile sale l-au adus în atenția publicului, și au atras venituri substanțiale. A colaborat cu mai multe ziare londoneze ca si corespondent de război și a scris mai multe cărți despre campaniile la care a participat.

### Cuba
În 1895, Churchill a fost trimis în Cuba pentru a observa luptele spaniolilor împotriva gherilelor Cubaneze, fiind și corespondent al Daily Graphic. A intrat în lupta la aniversarea a douăzeci și cinci de ani de viață, fiind prima din cele 50 de lupte la care a participat, iar spaniolii i-au acordat cu prima medalie.:17 Churchill descria Cuba ca fiind „...o insulă mare, bogată și frumoasă...” Acolo a început să fumeze țigări cubaneze, preferatele sale, viciu care va dura pentru tot restul vieții sale. În timpul șederii la New York, a stat la casa lui Bourke Cockran, un admirator al mamei sale. Bourke era un politician american, membru al Camerei Reprezentanților, care l-a influențat pe Churchill atât în oratorie cât și în politică.
Curând a primit vestea că dădaca sa, doamna Everest, era pe moarte. S-a întors în Anglia și a stat cu ea o săptămână până a murit. A notat în jurnal că „ea a fost prietena mea favorită”. În My Early Life a scris: „Ea a fost cea mai dragă și cea mai apropiată prietenă în toți cei douăzeci de ani pe care i-am trăit.”

### India
În octombrie 1896, a fost transferat în Bombay, India Britanică. Era considerat unul din cei mai buni jucători de polo din regimentul său, câștigând cu echipa multe meciuri importante din competiții.

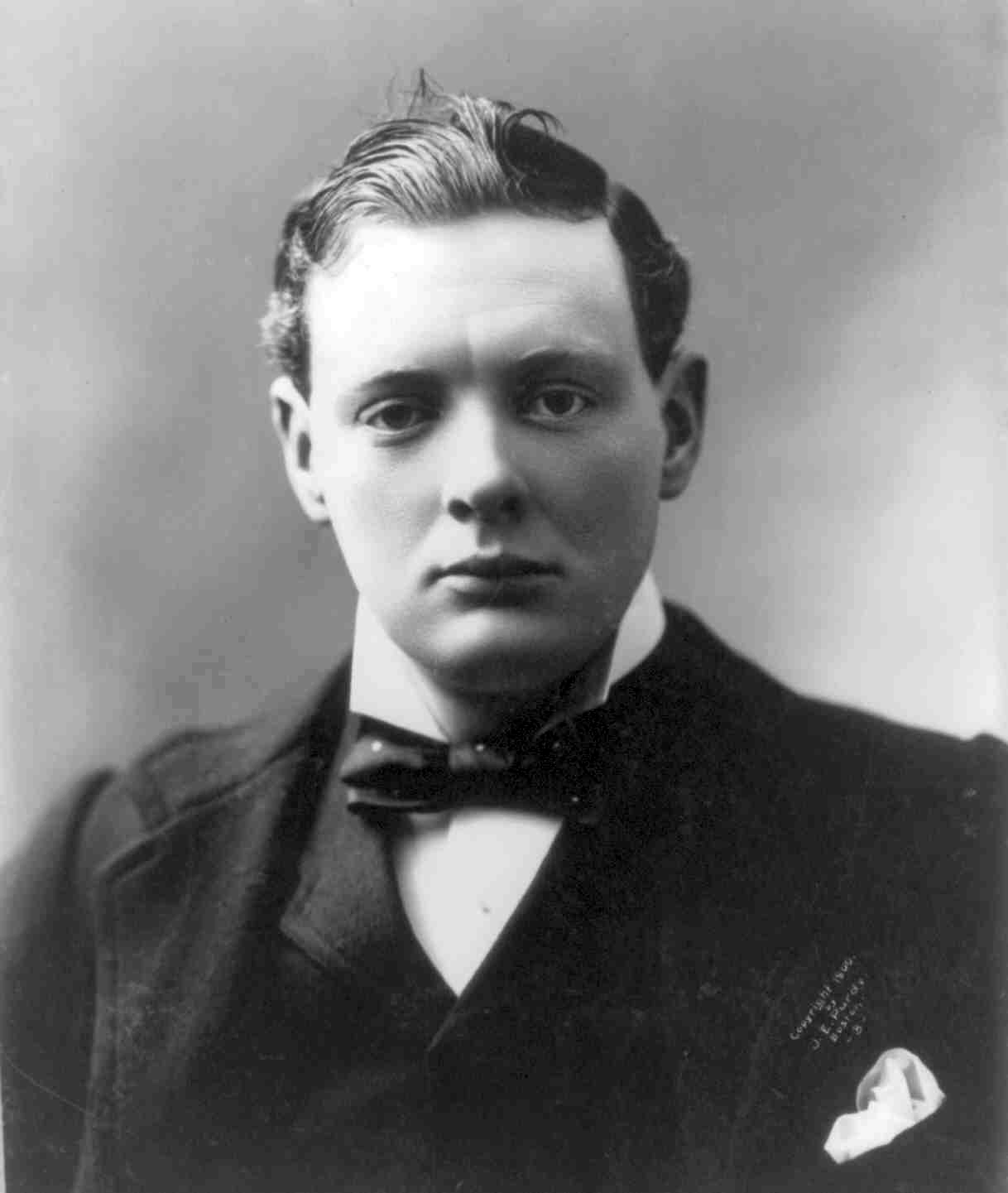
Tânărul Winston Churchill în 1900

În 1897, Churchill a încercat să meargă în ambele locuri, și, dacă era necesar, să lupte în Războiul Greco-Turc, dar conflictul s-a terminat înainte ca el să poată ajunge acolo. Pregătindu-se să se întoarcă în Anglia, a auzit că trei brigăzi ale Armatei Britanice vor lupta împotriva unui trib Pashtun la frontiera de nord-vest a Indiei și a cerut permisiunea ofițerului superior de a lua parte. A luptat sub comanda generalului Jeffery, care a fost comandantul celei de-a doua brigăzi care opera în Malakand, în zona de frontieră a Indiei Britanice. Jeffery l-a trimis cu cincisprezece iscoade pentru a explora Valea Mamund. În timpul cercetării, a avut un conflict cu un trib inamic, care a descălecat și a tras. După o oră de trageri de focuri a venit în ajutor brigada a 35-a a Sikhilor, care împreună păreau să câștige, dar au intervenit alte sute de băștinași care i-au forțat să se retragă. Sikhții au rămas prea puțini pentru a continua, așa că comandantul i-a transmis lui Churchill să se odihnească și să-și adăpostească oamenii la loc sigur.
Înainte de a pleca a cerut o hârtie pentru a nu putea fi acuzat de dezertare. A primit-o, semnată rapid, și s-a dus pe deal pentru a avertiza și cealaltă brigadă. Luptele în regiune au mai durat două săptămâni, înainte ca morții să poată fi recuperați. A scris în jurnal: „Nu pot spune dacă a meritat sau nu.” O descriere a Siege of Malakand (română Asediul Malakandului) a fost publicată în decembrie 1900 ca The Story of the Malakand Field Force, pentru care a primit 600 de lire. În timpul acestei campanii a mai scris articole pentru ziarele The Pioneer și The Daily Telegraph. Pentru publicarea acestor povești a primit câte 5 lire pe coloană de la The Daily Telegraph.

### Sudan și Oldham
Churchill a fost transferat în Egipt în 1898. A vizitat Luxorul înainte de a se alătura atașamentului militar 21st Lancers care lupta în Sudan sub comanda generalului Herbert Kitchener. În această perioadă a întâlnit doi ofițeri cu care va colabora în Primul Război Mondial: Douglas Haig, pe atunci căpitan și David Beatty, locotenent de canoniera. În Sudan, a participat la Bătălia din Omdurman din septembrie 1898 și a fost corespondent de război pentru  ziarul Morning Post. În octombrie 1898 s-a întors în Marea Britanie și a început să scrie The River War, operă în două volume, în care a scris despre recucerirea Sudanului. Cartea a fost publicată un an mai târziu. Churchill și-a dat demisia din Armata Britanică la data de 5 mai 1899.
A avut prima oportunitate de a-și începe cariera de parlamentar când a fost invitat de Robert Ascroft să fie al doilea candidat din partea Partidului Conservator în Oldham. Nici unul din cei doi candidați conservatori nu au intrat în Parlament.

### Africa de Sud
Pe 12 octombrie 1899 a izbucnit Al Doilea Război al Burilor, avându-i ca combatanți pe Imperiul Britanic și Republicile Burilor. Churchill a fost trimis corespondent de război pentru Morning Post cu un salariu de 250 de lire sterline pe lună. A fost transportat acolo pe aceeași navă cu abia numitul comandant britanic Sir Redvers Buller. După câteva săptămâni în arii expuse a mers într-o expediție într-un tren blindat, care a dus la capturarea și încarcerarea sa într-un lagăr de prizonieri de război în Pretoria. Acțiunile sale din timpul ambuscadei asupra trenului au dus la speculații conform cărora va fi decorat cu Crucea Victoria, cea mai înaltă decorație militară a Imperiului Britanic acordată pentru acte de eroism „în fața dușmanului”, dar nu i-a fost acordată.
A evadat și a călătorit 480 de km de la Lourenço Marques la Portul Delagoa, cu ajutorul unui miner englez. Evadarea l-a făcut un mic erou național. În loc să se întoarcă acasă, a luptat în armata generalului Buller în Asediul din Ladysmith, prin care s-a cucerit Pretoria. Împreună cu vărul său, Duce de Marlborough, au luat-o înaintea trupelor în Pretoria, unde au cerut și primit predarea a 52 de paznici de închisori din zonă.

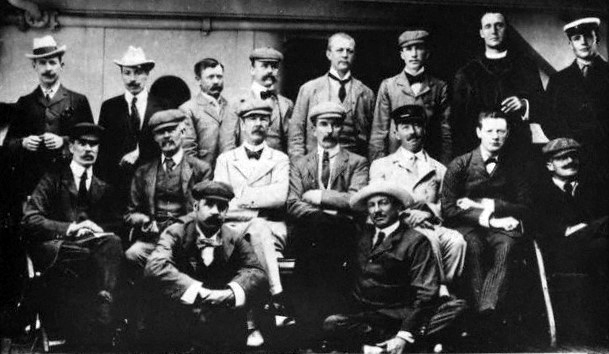
La întoarcerea din Războiul Burilor pe RMS Dunottar Castle, iulie1900. În picioare S-D: Sir Byron Leighton, Claud Grenfel, Major Frederick Russell Burnham, Căpitan Gordon Forbes, Abe Bailey (fiul său John se va mărita cu Diana Churchill în 1932), următorii doi neidentificați, Lord John Weston Brooke. Așezați S-D: Major Bobby White, Lord Downe, General Sir Henry Edward Colville, Maior Harry White, Major Joe Laycock, Winston Churchill, Sir Charles Bentinck. Ultimul rând S-D: neidentiicat, Col. Maurice Gifford

În 1900, Churchill s-a întors în Anglia la bordul RMS Dunottar Castle, aceeași navă cu care s-a dus în Africa de Sud în urmă cu opt luni. A publicat London to Ladysmith și un al doilea volum cu povestiri din războiul Burilor, Ian Hamilton's March. Churchill a candidat din nou pentru un loc de parlamentar în colegiul Oldham la alegeri legislative din 1900 și a câștigat (în defavoarea colegului conservator Crisp, învins) unul din cele două locuri. A susținut mai multe discursuri în Marea Britanie, Statele Unite și Canada, obținând venituri de 5,000 £.

### Serviciul teritorial
În 1900, s-a retras din armata normală și în 1902 a intrat în Imperial Yeomanry unde a fost numit căpitan al Queen's Own Oxfordshire Hussars pe data de 4 ianuarie 1902. În aprilie 1905, a fost promovat ca Maior și numit comandant al escadronului Henley Squadron al Queen's Own Oxfordshire Hussars. În septembrie 1916, s-a transferat în rezervele teritoriale de ofițeri unde a rămas până la retragerea din 1924, la vârsta de 50 de ani.

### Frontul de Vest
Churchill a fost Prim Lord al Amiralității până la începutul Primului Război Mondial, dar a fost obligat să-și dea demisia după dezastruoasa Campanie Gallipoli. A sperat că va fi numit comandant de brigadă, dar în schimb a fost pus la comanda unui batalion. După ce a fost maior în Al Doilea batalion, Grenadier Guards, a fost numit Locotenent-Colonel, comandând cel de-al șaselea batalion, Royal Scots Fusiliers (parte a Diviziei a noua Scoțiene), pe 1 ianuarie 1916. Scrisorile trimisei soției arată că lua parte la acestea pentru a-și reabilita reputația, deși risca să fie omorât. În rolul de comandant a continuat să-și manifeste tactici riscante și nesăbuite, tipar al tuturor acțiunilor sale militare, deși nu era deloc de acord cu omoruri în masă, cum a fost în acțiunile din Frontul de Vest.
Lord Deedes a susținut la o adunare a Royal Historical Society în 2001 de ce Churchill a luptat în linia I: „Era cu Grenadier Guards, însetați la sediul batalionului. Le plăceau foarte mult ceaiul și laptele condensat, care nu îi plăceau în mod deosebit lui Winston, dar alcoolul era permis în lina I, în tranșee. Așa că i-a sugerat colonelului că ar vrea să vadă mai mult din război și să fie trimis în linia I. Această sugestie a fost mult lăudată de colonel, care considera că era o idee foarte bună.”

## Cariera politică până la al Doilea Război Mondial

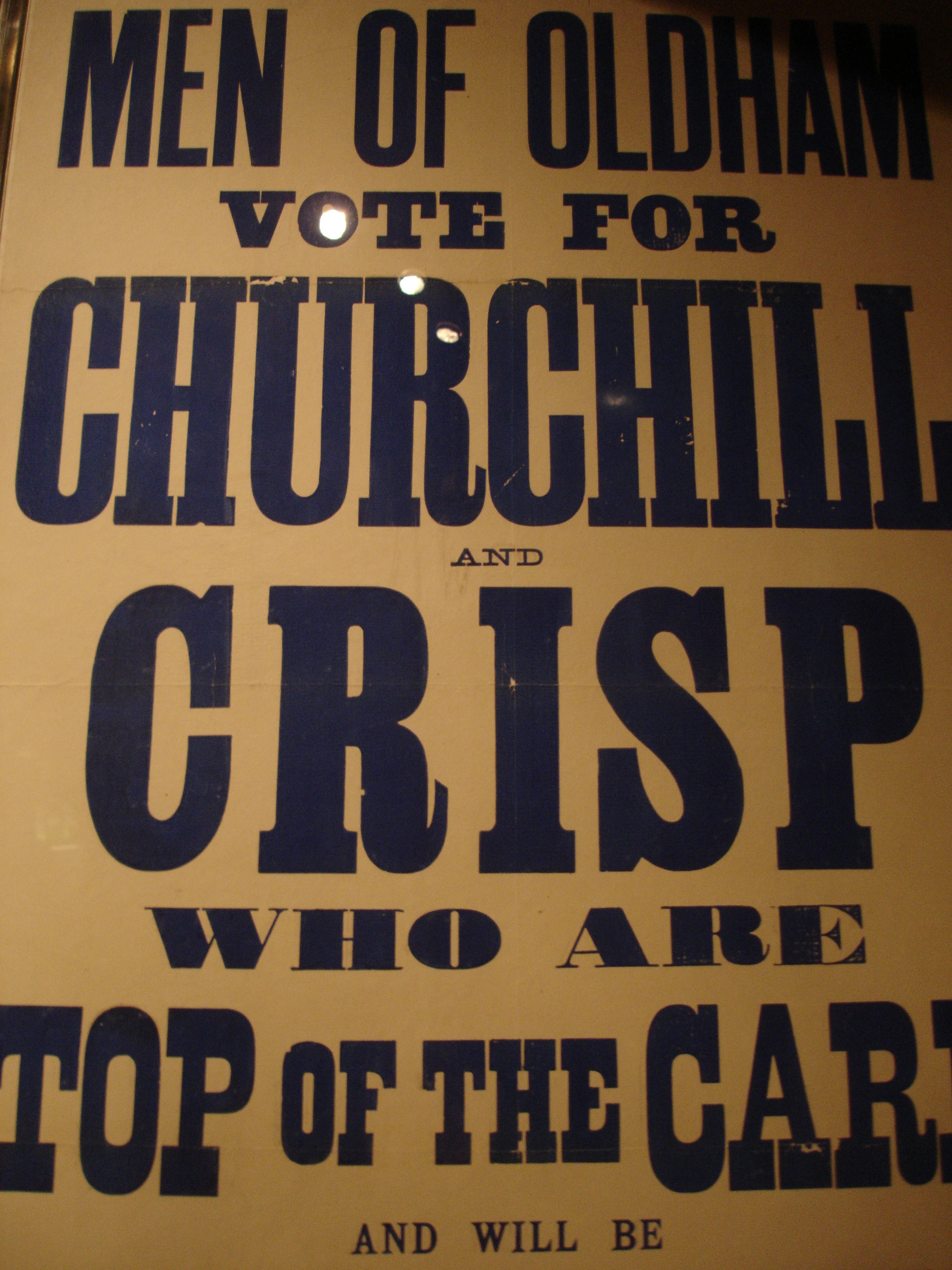
Posterul de campanie electorală al lui Churchill pentru alegerile parlamentare din 1900. A candidat din partea conservatorilor în colegiul Oldham, și a obținut un loc.

### Primii ani în Parlament
Churchill a candidat pentru un post de parlamentar din partea conservatorilor la alegerile din 1900, în colegiul Oldham. După ce a fost ales, a ținut discursuri prin Marea Britanie și Statele Unite, strângând 10.000 de lire sterline (aproximativ 800.000 de lire sterline astăzi). În Parlament, s-a alăturat facțiunii Hughliganii, condusă de Lordul Hugh Cecil. În timpul primelor sesiuni parlamentare s-a opus creșterii cheltuielilor militare și propunerii lui Joseph Chamberlain de a mări taxele pentru importuri și exporturi, prin care se intenționa protejarea poziției de putere economică a Marii Britanii. După criza de la Whitsun din 1904 a trecut în Partidul Liberal, continuând să militeze pentru comerțul liber. După ce liberalul Henry Campbell-Bannerman a fost ales ca prim-ministru, în decembrie 1905, Churchill a devenit subsecretar de stat pentru colonii, ocupându-se în principal, după Războiul Burilor, de Africa de Sud. Din 1903 până în 1905, Churchill a scris Lord Randolph Churchill, o biografie despre tatăl său în două volume, care a fost publicată în 1906 și apreciată de critici.
După pierderea locului din partea Oldhamului, Churchill a fost invitat să candideze din partea colegiului Manchester North West. A fost ales pe un loc în alegerile din 1906 cu majoritate de voturi, 1214, și a reprezentat colegiul pentru doi ani, până în 1908. Când Campbell-Bannerman a fost urmat de Herbert Henry Asquith în 1908, Churchill a fost numit în postul de președinte al Camerei de Comerț. Conform legii din acea perioadă, un cabinet nou numit era obligat să ceară reorganizarea alegerilor; Churchill și-a pierdut postul de parlamentar dar a fost reales ca membrul în colegiul Dundee. Ca președinte al Camerei de Comerț s-a alăturat noului cancelar Lloyd George în încercarea de a se opune propunerii lui Reginald McKenna, Prim lord al Amiralității, la creșterea cheltuielilor pentru construirea de nave de război și pentru a susține reformele liberalilor. În 1908, a introdus Trade Boards Bill, fixând pentru prima dată salariu minim în Marea Britanie, În 1909, a inițiat Legea privind bursa muncii, pentru a ajuta șomerii să-și găsească un loc de muncă. A pus bazele sistemului de securitate socială prin National Insurance Act din 1911. Fiind admirator al euginiștilor, a participat la crearea Mental Deficiency Act 1913, deși a fost respinsă propunerea sa de sterilizare a oamenilor cu deficiențe mentale în favoarea internării acestora în instituții de psihiatrie.

Churchill în 1904

Churchill a susținut People's Budget, proiect care a fost aprobat de Parlament, devenind președinte al Ligii Bugeturilor, o organizație creată ca răspuns opoziției "Budget Protest League". Se cerea introducerea de noi taxe pentru cei bogați pentru a ajuta la crearea unor noi programe de asistență socială. Legea bugetului din 1909 a fost aprobată de Camera Comunelor, dar respinsă de Camera Lorzilor. Liberalii au câștigat alegerile legislative din ianuarie și decembrie 1910, susținându-și astfel reformele. Bugetul a fost aprobat după Parliament Act 1911. În 1910, a fost promovat pe postul de Home Secretary. Mandatul său a fost controversat, după declarațiile și acțiunile sale de la Asediul străzii Sidney, Revolta Tonypandy și în legătură cu sufragetele.
În 1910, mai mulți mineri de cărbune din Valea Rhondda au început Revolta Tonypandy. Șeful poliției din Glamorgan a cerut să fie trimise trupe care să vină în ajutorul poliției pentru a înnăbuși revolta. Churchill a permis trupelor să meargă până în Swindon și Cardiff dar nu le-a permis să se stabilească acolo. Pe 9 noiembrie, The Times a criticat această decizie. Zvonurile de atunci spun că Churchill le-a ordonat trupelor să atace, iar reputația sa în Țara Galilor și în cercurile Laburiștilor nu a mai putut fi reparată.

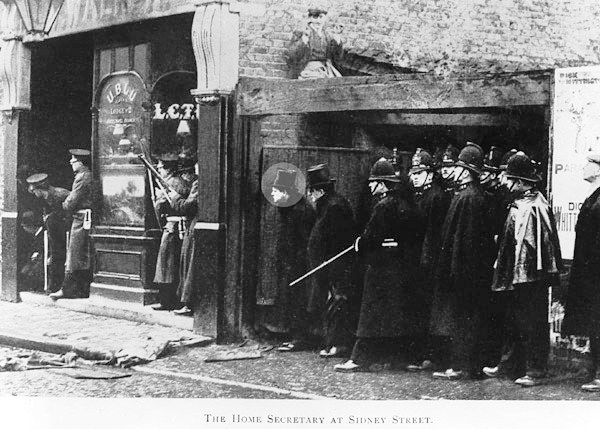
Winston Churchill (în carcul transparent) pe Strada Sidney (3 ianuarie 1911)

În ianuarie 1911, Churchill a făcut o vizită controversată la Londra pentru a asista la Asediul străzii Sidney. Nu se știe sigur dacă a încercat să dea comenzi operaționale. Arthur Balfour remarca, "el [Churchill] și un fotograf își riscau viețile. Înțeleg ce făcea fotograful, dar ce căuta un gentelman [The Right Honourable] ca el acolo?" Biograful Roy Jenkins sugerează că s-a dus acolo pentru că „nu putea rezista fără să vadă aceasta” și că nu a dat comenzi. O altă istorisire spune că poliția căuta un anarhist și criminal leton, prinzându-l într-o casă. Churchill, a chemat Scots Guards din Turnul Londrei și, purtând un joben și un palton, a condus operațiunile. Casa a luat foc iar Churchill a oprit pompierii să stingă focul pentru ca oamenii dinăuntru să moară incendiați. „Am crezut că e mai bine să las casa să ardă decât să mai pierdem multe vieți de britanici cinstiți în încercarea de a-i salva pe acești cruzi ticăloși."
Propunerea lui Churchill cu privire la sufragete a fost să se organizeze un referendum, dar Herbert Henry Asquith nu a fost de acord iar cererile femeilor au rămas nerezolvate până la Primul Război Mondial.
În 1911, Churchill a fost transferat în oficiul Primului Lord al Amiralității, post pe care l-a deținut pe perioada Primului Război Mondial. A impulsionat trecerea mai multor reforme, incluzând dezvoltarea aviației navale (el însuși luând lecții de zbor), construirea de noi cuirasate mai mari, tancuri, și înlocuirea cărbunelui cu petrolul în Marina Regală.

### Primul Război Mondial și Coaliția de după război
Pe 5 octombrie 1914, Churchill a mers la Anvers, zonă pe care guvernul Belgian voia să o evacueze. Brigada Marinei Regale era acolo iar la insistențele lui Churchill au fost trimise Prima și a Doua brigadă navală. Anvers a capitulat pe 10 octombrie 2500 de oameni murind. Zona a fost ocupată de trupele germane. În această perioadă a fost criticat pentru risipirea resurselor. Acțiunile sale au prelungit rezistența cu o săptămână, salvând astfel orașele Calais și Dunkerque.
Churchill a fost implicat în fabricarea de tancuri, care au fost finanțate din fondurile marinei. A mers la Landships Committee care era responsabil pentru constituirea primelor trupe care să lupte cu tancuri și, deși după un deceniu bătăliile cu tancuri au adus victorii tactice, la acea vreme a fost văzută ca risipire de fonduri. În 1915, a fost unul din politicienii și inginerii militari responsabili pentru dezastrul din Campania Gallipoli din timpul Primului Război Mondial. Când primul ministru Asquith a format un guvernul cu o coaliție între toate partidele, conservatorii au cerut retrogradarea lui Churchill.

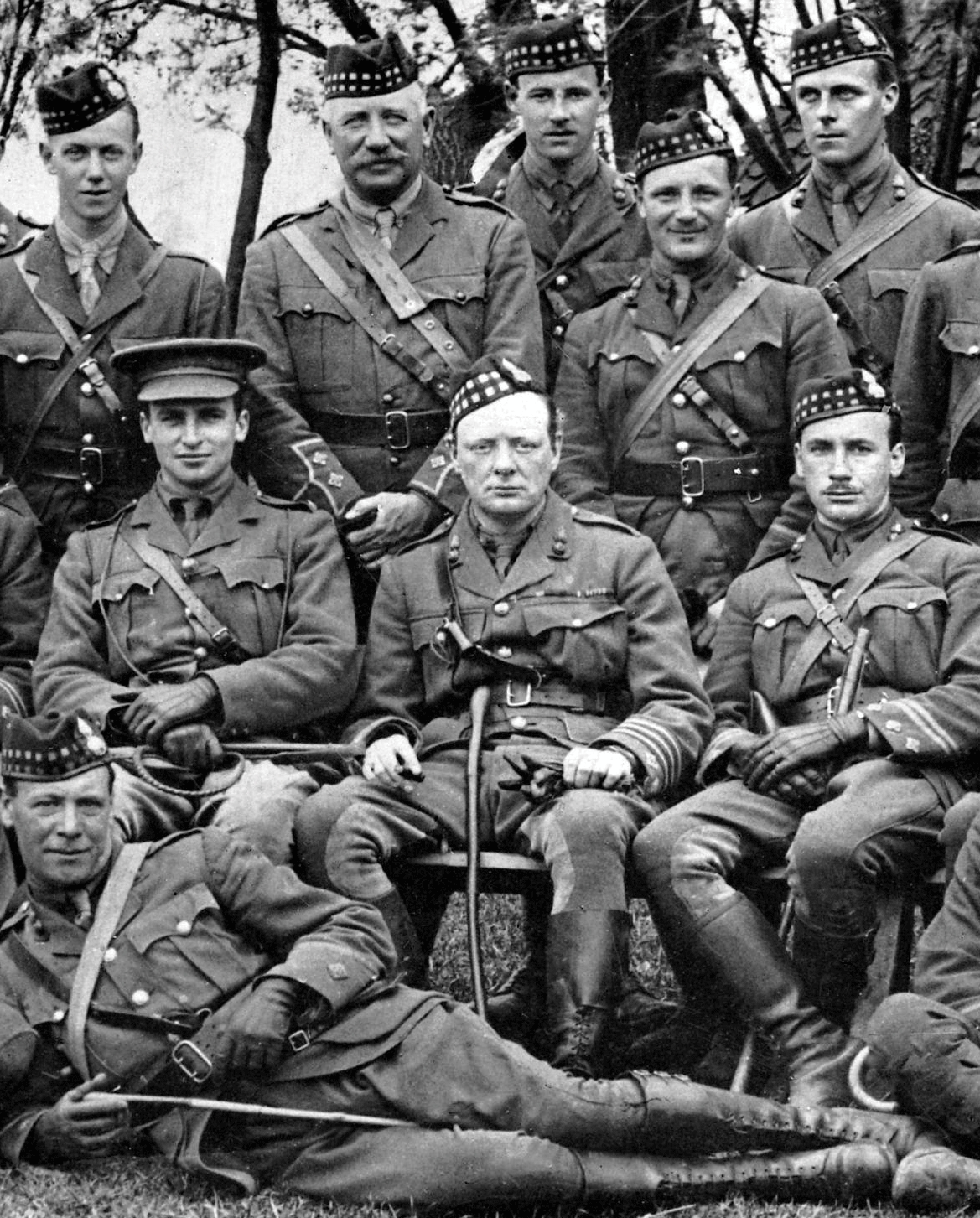
Churchill cu Royal Scots Fusiliers, 1916

Pentru mai multe luni Churchill a servit ca sinecură pentru Cancelarul Duceatului Lancaster. Pe 15 noiembrie și-a dat demisia din guvern, simțind că nu se apelează la el și, deși a rămas membru al parlamentului, a luptat pentru câteva lui pe Frontul de Vest la comanda Batalionului al șaselea al Royal Scots Fusiliers, cu gradul de locotenent-colonel. Sub comanda sa au fost făcute 36 de incursiuni în teritorii disputate, iar partea sa de front de la Ploegsteert a devenit una din cele mai active. În martie 1916, Churchill s-a întors în Anglia, dorind să vorbească din nou în Camera Comunelor. Viitorul prim-ministru David Lloyd George l-a criticat cu asprime: „Vei descoperi într-o zi că stările mentale care reies din scrisori [tale] reprezintă motivul pentru care nu avem încredere în tine nici măcar când comanzi armata. În fiecare rând, interesele naționale sunt complet umbrite de grijile tale personale.” În iulie 1917, Churchill a fost numit în funcția de ministru al munițiilor, iar în ianuarie 1919, Secretar de Stat pentru Război și Secretar de stat al Aviației. A fost principalul promotor al Regulii de zece ani, un principiu care permitea trezoreriei să domine și să controleze strategic, să ducă politici financiare externe sub pretextul că „nu va mai fi un mare război european pentru următorii cinci sau zece ani”.
O mare preocupare din timpul funcției în Cabinetul de război a fost intervenția aliaților în Răboiul Civil Rus. Churchill a fost susținător ferm al intervenției străine, declarând că bolșevismul trebuie „tăiat de la rădăcină”. A asigurat, într-un cabinet divizat și prost organizat, intensificarea și prelungirea implicării brritanicilor  beyond the wishes of any major group in Parliament or the nation—and in the face of the bitter hostility of Labour. În 1920, după ce ultimele Forțele Armate Britanice au fost retrase, Churchill a trimis armatele la Poles când au invadat Ucraina. A fost de asemenea inspirat în trimiterea de forțe para-militare (Black and Tans și Auxiliarie) în Războiul Anglo-Irlandez. A devenit Secretar de Stat pentru Colonii în 1921 și a fost unul din semnatarii Tratatului Anglo-Irlandez in 1921, care stabilea Statul Liber Irlandez. Churchill a fost implciat în lungile negocieri ale tratatului pentru a proteja interesele britanice privind țărmurile. S-a înțeles cu Statul Liber Irlandez ca Marea Britanie să preia trei porturi irlandeze: Queenstown (Cobh), Berehaven și Lough Swilly, care puteau fi folosite ca baze spre Atlantic de Marina Regală. În 1938, după înțelegerea dintre Chamberlain și De Valera Acordul Comercial Anglo-Irlandez porturile au fost returnate Statului Liber Irlandez.
Churchill a pledat pentru utilizarea de gaze lacrimogene împotriva triburilor de kurzi din Irak. Deși britanicii au luat în considerare utilizarea de gazuri otravătoare în înăbușirea rebeliunilor kurzilor, nu a fost folosit, deoarece metoda convențională de bombardare a fost considerată mai eficientă.
În 1923, a fost consultant al Burmah Oil (acum BP plc) pentru a convinge guvernul britanic să le permită birmanezilor să aibă control total asupra resurselor iraniene de petrol, care au fost acordate.

### Întoarcerea în Partidul Conservator- Cancelar al Trezoreriei
În septembrie, Partidul Conservator s-a retras din guvernul de coaliție în urma unei întâlniri de backbencheri nemulțumiți cu gestionarea Crizei Çanakkale, o mișcare care a precipitat alegerile legislative din octombrie 1922. Churchill s-a îmbolnăvit în timpul campaniei, și a suportat o intervenție chirurgicală, o apendicectomie.
Pentru continuare, a se vedea Activitate politică.

## Motivația Juriului Nobel
„...  pentru măiestria descrierii istorice și biografice, precum și pentru strălucita sa oratorie în apărarea înaltelor valori umane”.

## Viața
Winston Churchill s-a născut la șapte luni în cadrul căsătoriei contractată cu opt luni înainte între lordul Randolph Churchill, descendent al familiei Marlborough și  Lady Randolph Churchill (născută Jennie Jerome), fiica milionarului american Leonard Jerome.
Winston  Churchill a fost corespondent de presă în Cuba în timpul campaniei spaniole din 1895. De asemeni, a participat la campaniile militare din India, Egipt, Sudan, și la războiul burilor. A fost membru al parlamentului din 1900; ministru în diferite guverne între 1908 - 1929; lord al amiralității între 1911 - 1915; lider al partidului conservator între 1940 - 1955; prim ministru între 1940 - 1945 și 1951 - 1955.
Pe lângă prestigioasa sa activitate politică, militară și statală, Winston Churchill  a avut o imensă activitate literară în domeniile de memorialistică, istorie și publicistică, fiind și un excepțional orator.
Datorită vastei sale activități politice, Winston Churchill este recunoscut ca unul din cei mai importanți conducători din istoria Regatului Unit și a lumii întregi.

## Scrieri

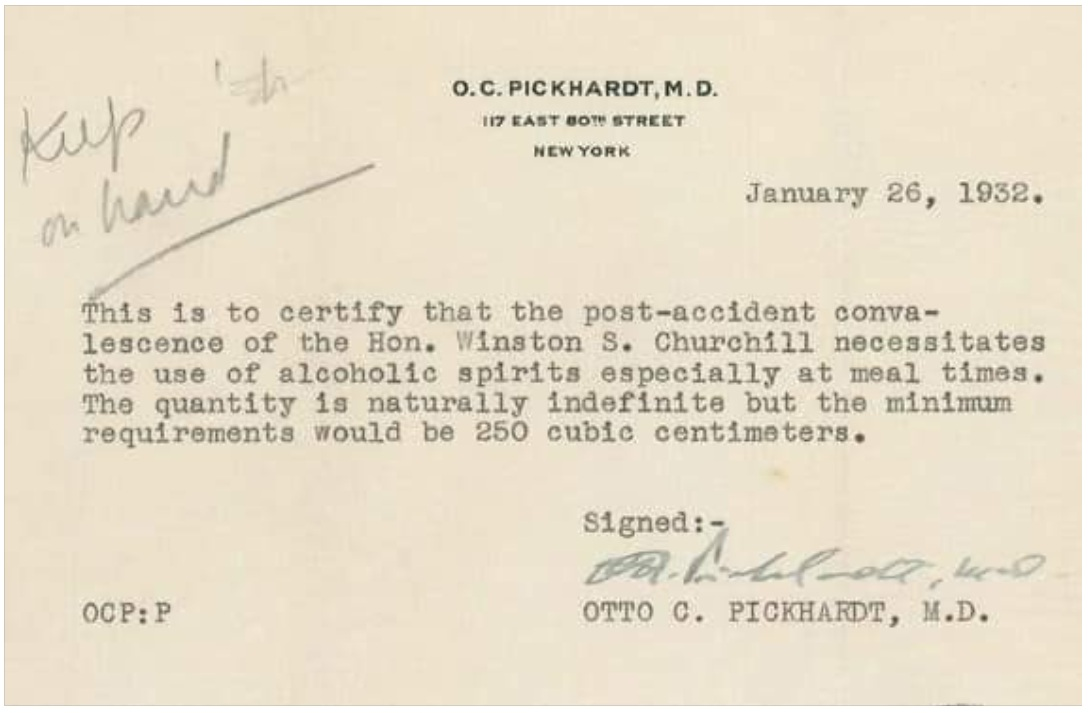
Winston Churchill a primit în 1932 aprobarea unui medic de a bea alcool „nelimitat” în Statele Unite, în perioada prohibiției.

- The Story of the Malakand Field (Istoria armatei active de la Malakand) - 1898
- The River War (Războiul fluviului) - 1899
- Savrona (roman) - 1900
- For Free Trade (Pentru un comerț liber) - 1906
- Lord Randolph Churchill, 2 vol. - 1906
- My African Journey (Călătoria mea prin Africa) - 1908
- The World Crisis (Criza mondială, 6 vol.) - 1923  - 1931
- My Early Life (Anii mei de tinerețe) - 1930
- India - 1931
- Marlborough, 4 vol. - 1933 - 1938
- Great Contemporaries (Mari contemporani) - 1937
- Step by Step (Încetul cu încetul - discursuri) - 1939
- Victory (Victoria - discursuri) - 1946
- The Second World War, 6 vol. (Cel de al doilea război mondial) - 1948 - 1954
- In the Balance (În cumpănă - discursuri) - 1951
- War Speeches, 3 vol.(Discursuri de război) - 1951
- A History of the English-speaking Peoples, 4 vol. (Istoria popoarelor vorbitoare de limbă engleză - 1956 - 1958
- Frontiers and Wars (Frontiere și războaie) - 1962